# Сантос, Бенхамин
Бенхами́н Се́сар Са́нтос Ферна́ндес (исп. Benjamín César Santos Fernández; 7 февраля 1924, Кафферата — 21 июля 1964, Аревало), в Италии был известен под именем Беньямино Сантос (итал. Beniamino Santos) — аргентинский футболист, атакующий полузащитник и нападающий.

## Карьера
Бенхамин Сантос начал свою карьеру в клубе «Бельграно». Спустя год он перешёл в «Росарио Сентраль», заплативший за трансфер футболиста 500 долларов. В первый сезон в команде он провёл 15 игр и забил 6 голов. В 1946 году Сантос смог вытеснить из основного состава Вальдино Агирре и забил 19 голов. В 1948 году Бенхамин стал лучшим бомбардиром чемпионата Аргентины, забив 21 гол в 20 матчах. Всего за клуб футболист провёл 111 матчей и забил 66 голов. В 1949 году нападающий перешёл в итальянский клуб «Торино», который восстанавливался после потери состава команды в авиакатастрофе. Прежде всего Сантос планировался как замена Валентино Маццолы. Сумма трансфера составила 275 тыс. аргентинских песо, которые дала федерация после трагедии. Любопытно, что переход футболиста не одобрялся членами правления «Росарио Сентраль», из-за чего даже им пришлось проводить голосование. В дебютной игре против «Венеции» 11 сентября Бенхамин забил гол, который принёс победу его команде. Всего в своём первом сезоне в серии А Сантос забил 27 голов, став четвёртым снайпером первенства. Через год он забил 14 голов.
В 1951 году Сантос перешёл в клуб «Про Патрия». В этой команде аргентинец ушёл в «глубину» поля, чтобы играть на позиции «под нападающими». На второй год футболист получил тяжёлую травму и долгое время не играл. Последним клубом Бенхамина стало «Депортиво». Он дебютировал в клубе в матче с «Барселоной», в котором его команда проиграла 1:3. Всего в сезоне Сантос провёл 13 матчей (12 — в чемпионате страны) и забил один гол, поразив ворота «Реал Хаэна» 6 января 1957 года. После ухода из «Депортиво» Сантос вернулся в «Про Патрию», став тренировать основной, а затем молодёжный состав клуба. Затем аргентинец тренировал «Торино», но команда в течение трёх сезонов находилась в середине турнирной таблицы. Потом он тренировал клуб «Дженоа», который привёл к победе в Кубке Альп. В возрасте 40 лет Сантос погиб в автомобильной аварии в Аревало недалеко от Ла-Коруньи, где он отдыхал с двумя дочерьми и женой, которая была за рулём и потеряла управление.

## Статистика выступлений
| Сезон   | Клуб                 | Лига    | Чемпионат | Чемпионат | Кубок | Кубок |
| Сезон   | Клуб                 | Лига    | Игры      | Голы      | Игры  | Голы  |
| ------- | -------------------- | ------- | --------- | --------- | ----- | ----- |
| 1943    | Бельграно            | Примера | ?         | ?         |       |       |
| 1944    | Росарио Сентраль     | Примера | 15        | 6         |       |       |
| 1945    | Росарио Сентраль     | Примера | 11        | 3         |       |       |
| 1946    | Росарио Сентраль     | Примера | 27        | 19        |       |       |
| 1947    | Росарио Сентраль     | Примера | 28        | 11        |       |       |
| 1948    | Росарио Сентраль     | Примера | 20        | 21        |       |       |
| 1949    | Росарио Сентраль     | Примера | 6         | 5         |       |       |
| 1949/50 | Торино               | Серия А | 37        | 27        |       |       |
| 1950/51 | Торино               | Серия А | 27        | 14        |       |       |
| 1951/52 | Про Патрия           | Серия А | 25        | 4         |       |       |
| 1952/53 | Про Патрия           | Серия А | 0         | 0         |       |       |
| 1956/57 | Депортиво Ла-Корунья | Примера | 12        | 1         | 1     | 0     |

## Достижения

### Как игрок
- Лучший бомбардир чемпионата Аргентины: 1948 (21 гол)

### Как тренер
- Обладатель Кубка Альп: 1964